# Harald Froschauer
Harald Froschauer (né en 1976 en Basse-Autriche) est un égyptologue, archéologue et manager culturel autrichien. Il est directeur commercial de Volkskultur Niederösterreich GmbH.

## Biographie
Après avoir obtenu son baccalauréat au Stiftsgymnasium Melk en 1994, Harald Froschauer a étudié l'archéologie classique, l'égyptologie et la papyrologie à l'université de Vienne. Le sujet de son mémoire de fin d'études et de sa thèse de doctorat était à chaque fois le christianisme primitif en Égypte. De 2002 à 2008, il a été conservateur du musée du papyrus de la Bibliothèque nationale d'Autriche et, à partir de 2006, directeur adjoint de la collection de papyrus de ce musée. Dans le cadre de ses fonctions au musée du papyrus, il était notamment responsable de la préparation des expositions spéciales annuelles et des programmes de médiation. De 2004 à 2011, il a également été lecteur à l'Institut d'archéologie classique de l'université de Vienne. Il a participé à différentes fouilles archéologiques en Autriche et en Égypte.
À partir de 2008, Harald Froschauer a dirigé le service de contrôle de gestion des institutions culturelles en Basse-Autriche, l'organisation faîtière des institutions culturelles en Basse-Autriche. En juillet 2013, il a été nommé directeur commercial de « Volkskultur Niederösterreich GmbH », une filiale à 100 % des institutions culturelles en Basse-Autriche.

## Publications
- Tod am Nil : Tod und Totenkult im antiken Ägypten (La mort sur le Nil : la mort et le culte des morts dans l'Égypte antique), Phoibos-Verlag, Vienne, 2003,  (ISBN 3-901232-41-9).
- Ein Buch verändert die Welt (Un livre change le monde), Phoibos-Verlag, Vienne, 2003,  (ISBN 3-901232-36-2).
- Spiel am Nil – Unterhaltung im Alten Ägypten (Le jeu sur le Nil - Le divertissement dans l'Égypte ancienne), Phoibos-Verlag, Vienne; 2004,  (ISBN 3-901232-57-5).
- „…und will schön sein“ – Schmuck und Kosmetik im spätantiken Ägypten ("...et veut être belle" - Bijoux et cosmétiques dans l'Égypte de l'Antiquité tardive), Phoibos-Verlag, Vienne, 2004,  (ISBN 3-901232-47-8).
- Emanzipation am Nil – Frauenleben und Frauenrecht in den Papyri (L'émancipation au bord du Nil - La vie des femmes et le droit des femmes dans les papyrus), Phoibos-Verlag, Vienne, 2005,  (ISBN 978-3-901232-59-6).
- Mit den Griechen zu Tisch in Ägypten (À table avec les Grecs en Égypte), Phoibos-Verlag, Vienne, 2006,  (ISBN 978-3-901232-76-3).
- Zwischen Magie und Wissenschaft : Ärzte und Heilkunst in den Papyri aus Ägypten (Entre magie et science : médecins et art de guérir dans les papyrus d'Égypte), Phoibos-Verlag, Vienne, 2007,  (ISBN 978-3-901232-81-7).
- Spätantike Bibliotheken : Leben und Lesen in den frühen Klöstern Ägyptens (Bibliothèques de l'Antiquité tardive : vivre et lire dans les premiers monastères d'Égypte), Phoibos-Verlag, Vienne, 2008,  (ISBN 978-3-901232-99-2).
- Zeichnungen und Malereien aus den Papyrussammlungen in Berlin und Wien (Dessins et peintures des collections de papyrus de Berlin et de Vienne), de Gruyter, Berlin/ New York, 2008,  (ISBN 978-3-11-020739-2).
- Porträts der Namenlosen : Roman zu einer Antikensammlung (Portraits des sans-noms : roman d'une collection d'antiquités), Novum Verlag, 2013,  (ISBN 978-3-99026-952-7).